# Кумбум

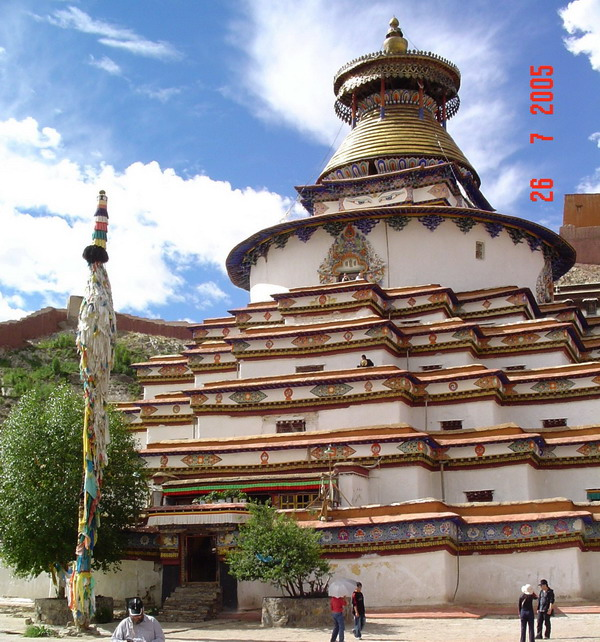
Храм Кумбум в Гьянце

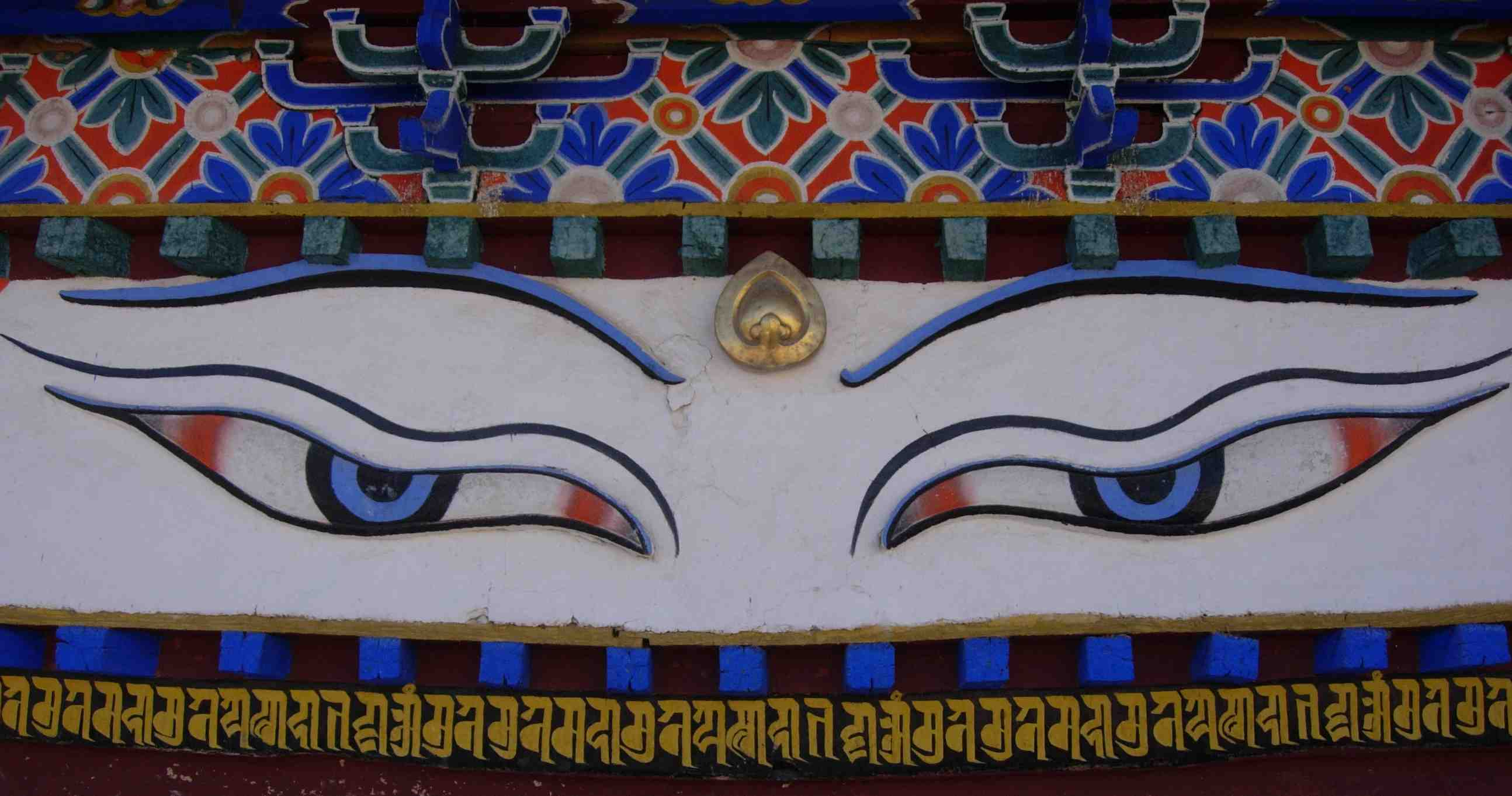
Украшение храма Кумбум в Гьянце

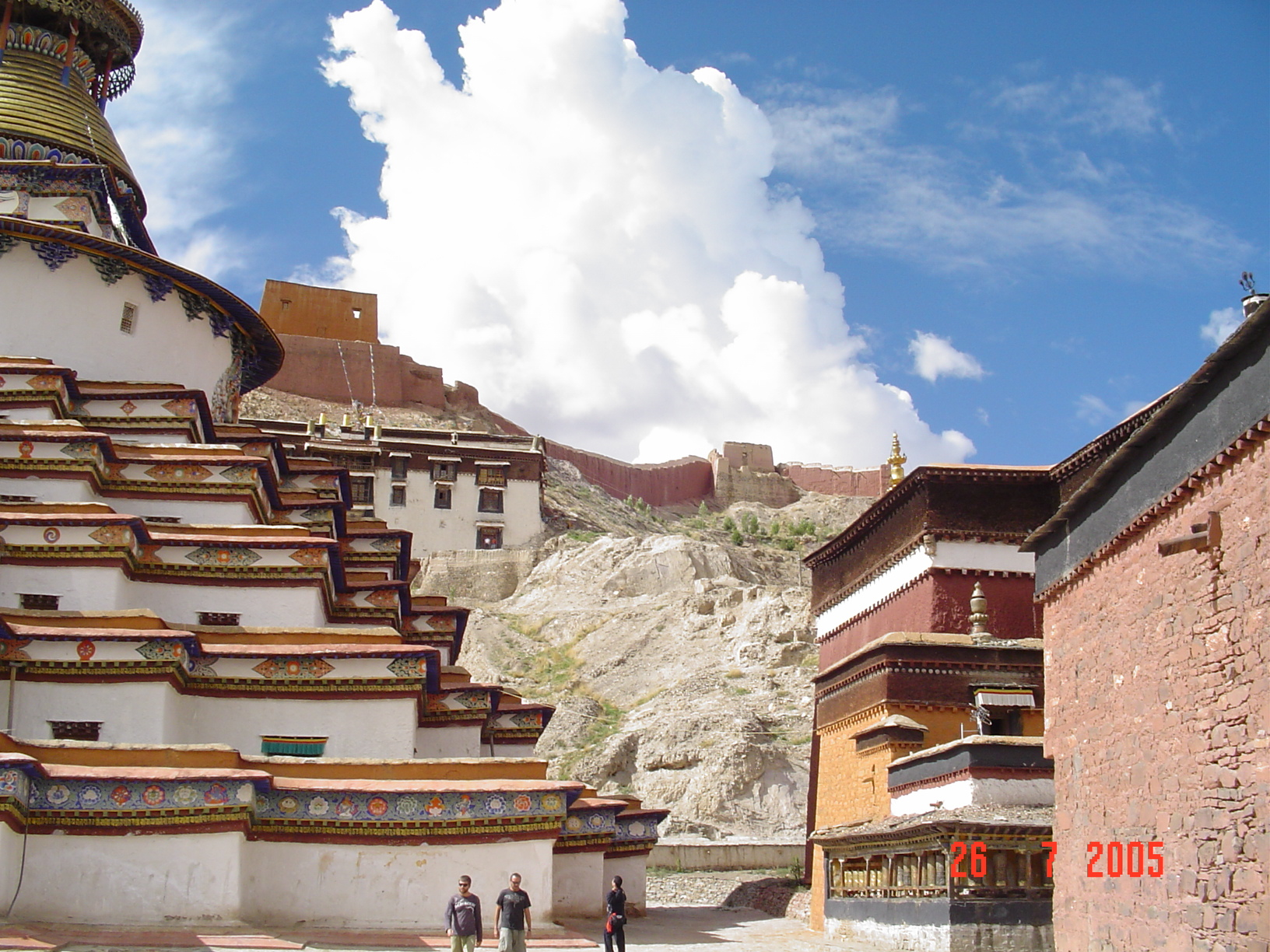
Храм Кумбум в монастыре Пелкор Чёде в Гьянце

Кумбум — тибетский храм, выполненный в форме многоярусной ступы со множеством внутренних залов и алтарей на каждом уровне.
Всего в Тибете существует три кумбума. Наиболее знаменитый из них находится на территории монастыря Пелкор Чёде в Гьянце, имеет форму мандалы и высотой 32 метра.
Кумбум был построен в 1440 году. По окружности многих этажей расположено 108 комнат, внутри которых помещены буддийские скульптуры, и более 10 тысяч настенных изображений. Для строительства были приглашены лучшие мастера из долины Катманду.